# 尤尼丝·春巴
尤尼丝·春巴（Eunice Chumba，1993年5月23日—），肯尼亚、巴林女子田径运动员，2015年亚洲田径锦标赛女子10000米银牌得主、2018年亚洲运动会女子10000米银牌得主、2019年世界军人运动会女子马拉松金牌得主、2022年亚洲运动会女子马拉松金牌得主。